# Formel 1-VM 1961
Formel 1-VM 1961 hade åtta deltävlingar som kördes under perioden 14 maj-8 oktober. Förarmästerskapet vanns av amerikanen Phil Hill och konstruktörsmästerskapet av Ferrari.

## Vinnare
- Förare:  Phil Hill, USA, Ferrari
- Konstruktör:  Ferrari, Italien

## Grand Prix 1961
| Grand Prix                 | Datum        | Bana         | Vinnande förare! Vinnande stall | Vinnande tillverkare |              |   |
| -------------------------- | ------------ | ------------ | ------------------------------- | -------------------- | ------------ | - |
| Monacos Grand Prix         | 14 maj       | Monte Carlo  | Stirling Moss                   | R R C Walker         | Lotus-Climax | * |
| Nederländernas Grand Prix  | 22 maj       | Zandvoort    | Wolfgang von Trips              | Ferrari              |              | * |
| Belgiens Grand Prix        | 18 juni      | Spa          | Phil Hill                       | Ferrari              |              | * |
| Frankrikes Grand Prix      | 2 juli       | Reims-Gueux  | Giancarlo Baghetti              | FISA                 | Ferrari      | * |
| Storbritanniens Grand Prix | 15 juli      | Aintree      | Wolfgang von Trips              | Ferrari              |              | * |
| Tysklands Grand Prix       | 6 augusti    | Nürburgring  | Stirling Moss                   | R R C Walker         | Lotus-Climax | * |
| Italiens Grand Prix        | 10 september | Monza        | Phil Hill                       | Ferrari              |              | * |
| USA:s Grand Prix           | 8 oktober    | Watkins Glen | Innes Ireland                   | Lotus                | Lotus-Climax | * |

## Grand Prix utanför VM 1961
| Grand Prix /Race       | Datum        | Bana                | Vinnande förare! Vinnande stall | Vinnande tillverkare   |                 |
| ---------------------- | ------------ | ------------------- | ------------------------------- | ---------------------- | --------------- |
| Lombank Trophy         | 26 mars      | Snetterton          | Jack Brabham                    | Cooper                 | Cooper-Climax   |
| Glover Trophy          | 3 april      | Goodwood            | John Surtees                    | Reg Parnell            | Cooper-Climax   |
| Lavant Cup             | 3 april      | Goodwood            | Stirling Moss                   | R R C Walker           | Cooper-Climax   |
| Paus Grand Prix        | 3 april      | Pau                 | Jim Clark                       | Lotus                  | Lotus-Climax    |
| Bryssels Grand Prix    | 9 april      | Bryssel             | Jack Brabham                    | Jack Brabham           | Cooper-Climax   |
| Wiens Grand Prix       | 16 april     | Wien                | Stirling Moss                   | R R C Walker           | Lotus-Climax    |
| Aintree 200            | 22 april     | Aintree             | Jack Brabham                    | Cooper                 | Cooper-Climax   |
| Syrakusas Grand Prix   | 25 april     | Syrakusa            | Giancarlo Baghetti              | Federazione Italiana   | Ferrari         |
| International Trophy   | 6 maj        | Silverstone         | Stirling Moss                   | R R C Walker           | Cooper-Climax   |
| Neapels Grand Prix     | 14 maj       | Posillipo           | Giancarlo Baghetti              | Federazione Italiana   | Ferrari         |
| London Trophy          | 22 maj       | Crystal Palace      | Roy Salvadori                   | Reg Parnell            | Cooper-Climax   |
| Silver City Trophy     | 3 juni       | Brands Hatch        | Stirling Moss                   | BRP                    | Lotus-Climax    |
| British Empire Trophy  | 8 juli       | Silverstone         | Stirling Moss                   | R R C Walker           | Cooper-Climax   |
| Solitudes Grand Prix   | 23 juli      | Solitude            | Innes Ireland                   | Lotus                  | Lotus-Climax    |
| Guard's Trophy         | 7 augusti    | Brands Hatch        | Jack Brabham                    | Cooper                 | Cooper-Climax   |
| Kanonloppet            | 20 augusti   | Karlskoga           | Stirling Moss                   | BRP                    | Lotus-Climax    |
| Danmarks Grand Prix    | 27 augusti   | Roskilde Ring       | Stirling Moss                   | BRP                    | Lotus-Climax    |
| Modenas Grand Prix     | 3 september  | Modena              | Stirling Moss                   | R R C Walker           | Lotus-Climax    |
| Flugplatzrennen        | 17 september | Zeltweg             | Innes Ireland                   | Lotus                  | Lotus-Climax    |
| International Gold Cup | 23 september | Oulton Park         | Stirling Moss                   | R R C Walker           | Ferguson-Climax |
| Lewis-Evans Trophy     | 1 oktober    | Brands Hatch        | Tony Marsh                      | Tony Marsh             | BRM-Climax      |
| Coppa Italia           | 21 oktober   | Vallelunga          | Giancarlo Baghetti              | Scuderia Sant'Ambroeus | Porsche         |
| Rands Grand Prix       | 9 december   | Kyalami             | Jim Clark                       | Lotus                  | Lotus-Climax    |
| Natals Grand Prix      | 17 december  | Westmead, Sydafrika | Jim Clark                       | Lotus                  | Lotus-Climax    |
| Sydafrikas Grand Prix  | 26 december  | East London         | Jim Clark                       | Lotus                  | Lotus-Climax    |

## Stall, nummer och förare 1961
| Stall/Tillverkare                                            | Nummer                     | Förare                                 |
| ------------------------------------------------------------ | -------------------------- | -------------------------------------- |
| BRM-Climax                                                   | 4, 17, 18, 20, 22, 24, 36  | Graham Hill, Storbritannien            |
| BRM-Climax                                                   | 5, 16, 22, 24 ,26, 38      | Tony Brooks, Storbritannien            |
| BRP (Lotus-Climax)                                           | 16, 32                     | Cliff Allison, Storbritannien          |
| BRP (Lotus-Climax)                                           | 20, 30, 34                 | Henry Taylor, Storbritannien           |
| BRP (Lotus-Climax)                                           | 21                         | Olivier Gendebien, Belgien             |
| BRP (Lotus-Climax)                                           | 21, 22                     | Masten Gregory, USA                    |
| BRP (Lotus-Climax)                                           | 28                         | Juan Manuel Bordeu, Argentina          |
| BRP (Lotus-Climax)                                           | 28, 32                     | Lucien Bianchi, Belgien                |
| Bernard Collomb (Cooper-Climax)                              | 38, 52                     | Bernard Collomb, Frankrike             |
| Camoradi (Lotus-Climax & Cooper-Climax)                      | 14, 17, 36, 42, 44         | Masten Gregory, USA                    |
| Camoradi (Lotus-Climax & Cooper-Climax)                      | 18, 30, 38, 44, 50         | Ian Burgess, Storbritannien            |
| Cooper-Climax                                                | 1, 2, 10, 12, 24, 28       | Jack Brabham, Australien               |
| Cooper-Climax                                                | 2, 4, 11, 12, 14, 26, 30   | Bruce McLaren, Nya Zeeland             |
| De Tomaso-Alfa Romeo                                         | 54                         | Roberto Bussinello, Italien            |
| ENB (Emeryson-Maserati & Emeryson-Climax)                    | 10, 12                     | Lucien Bianchi, Belgien                |
| ENB (Emeryson-Maserati & Emeryson-Climax)                    | 12                         | Olivier Gendebien, Belgien             |
| ENB (Emeryson-Maserati & Emeryson-Climax)                    | 68                         | André Pilette, Belgien                 |
| ENB (Lotus-Climax)                                           | 10                         | Willy Mairesse, Belgien                |
| Ecurie Maarsbergen (Porsche)                                 | 8, 14, 22, 31, 56, 74      | Carel Godin de Beaufort, Nederländerna |
| Ecurie Maarsbergen (Porsche)                                 | 9                          | Hans Herrmann, Tyskland                |
| Ferrari                                                      | 1, 2, 4, 16, 38            | Phil Hill, USA                         |
| Ferrari                                                      | 2, 3, 4, 20, 40            | Wolfgang von Trips, Tyskland           |
| Ferrari                                                      | 2, 5, 6, 18, 36            | Richie Ginther, USA                    |
| Ferrari                                                      | 6                          | Willy Mairesse, Belgien                |
| Ferrari                                                      | 8                          | Olivier Gendebien, Belgien             |
| Ferrari                                                      | 8                          | Ricardo Rodriguez, Mexiko              |
| FISA/Scuderia Sant'Ambroeus (Ferrari)                        | 32, 50, 58                 | Giancarlo Baghetti, Italien            |
| Fred Tuck Cars (Cooper-Climax)                               | 30                         | Jack Fairman, Storbritannien           |
| Gerry Ashmore (Lotus-Climax)                                 | 18, 27, 40                 | Gerry Ashmore, Storbritannien          |
| Gilby-Climax                                                 | 54                         | Keith Greene, Storbritannien           |
| H&L Motors (Cooper-Climax)                                   | 28, 40, 44, 46, 60         | Jackie Lewis, Storbritannien           |
| Hap Sharp (Cooper-Climax)                                    | 3                          | Hap Sharp, USA                         |
| J Frank Harrison (Lotus-Climax)                              | 26                         | Lloyd Ruby, USA                        |
| J Wheeler Autosport (Lotus-Climax)                           | 16                         | Peter Ryan, Kanada                     |
| JBW-Climax                                                   | 14                         | Brian Naylor, Storbritannien           |
| Jim Hall (Lotus-Climax)                                      | 17                         | Jim Hall, USA                          |
| John M Wyatt III (Cooper-Climax)                             | 6                          | Roger Penske, USA                      |
| Lotus-Climax                                                 | 6, 15, 16, 30, 32, 38      | Innes Ireland, Storbritannien          |
| Lotus-Climax                                                 | 8, 14, 15, 18, 28, 34, 36  | Jim Clark, Storbritannien              |
| Lotus-Climax                                                 | 16                         | Trevor Taylor, Storbritannien          |
| Lotus-Climax                                                 | 48                         | Willy Mairesse, Belgien                |
| Louise Bryden-Brown (Lotus-Climax)                           | 33, 50                     | Tony Maggs, Sydafrika                  |
| Momo Corporation (Cooper-Climax)                             | 60                         | Walt Hansgen, USA                      |
| Pescara Racing Club (Cooper-Maserati)                        | 58                         | Renato Pirocchi, Italien               |
| Porsche                                                      | 2, 6, 8, 10, 11, 18, 44    | Joakim Bonnier, Sverige                |
| Porsche                                                      | 4, 7, 9, 10, 12, 20, 46    | Dan Gurney, USA                        |
| Porsche                                                      | 6, 11                      | Hans Herrmann, Tyskland                |
| Prince Gaetano Starrabba (Lotus-Maserati)                    | 72                         | Gaetano Starrabba, Italien             |
| R R C Walker (Lotus-Climax & Ferguson-Climax)                | 7, 14, 20, 26, 28          | Stirling Moss, Storbritannien          |
| R R C Walker (Lotus-Climax & Ferguson-Climax)                | 26                         | Jack Fairman, Storbritannien           |
| Reg Parnell (Cooper-Climax)                                  | 12, 18, 22, 24, 34, 40, 42 | John Surtees, Storbritannien           |
| Reg Parnell (Cooper-Climax)                                  | 19, 36, 40, 42             | Roy Salvadori, Storbritannien          |
| Scuderia Centro Sud (Cooper-Maserati)                        | 32, 46, 60, 62             | Lorenzo Bandini, Italien               |
| Scuderia Centro Sud (Cooper-Maserati)                        | 62                         | Massimo Natili, Italien                |
| Scuderia Colonia (Lotus-Climax)                              | 8, 25, 46                  | Michel May, Schweiz                    |
| Scuderia Colonia (Lotus-Climax)                              | 26, 48, 52, 56             | Wolfgang Seidel, Tyskland              |
| Scuderia Serenissima (Cooper-Maserati)                       | 20, 26, 32, 42, 48         | Maurice Trintignant, Frankrike         |
| Scuderia Serenissima (De Tomaso-Osca & De Tomaso-Alfa Romeo) | 34                         | Giorgio Scarlatti, Italien             |
| Scuderia Serenissima (De Tomaso-Osca & De Tomaso-Alfa Romeo) | 50                         | Nino Vaccarella, Italien               |
| Scuderia Settecolli (De Tomaso-Osca)                         | 52                         | Roberto Lippi, Italien                 |
| Tim Parnell (Lotus-Climax)                                   | 16, 38                     | Tim Parnell, Storbritannien            |
| Tony Marsh (Lotus-Climax)                                    | 37, 42, 48                 | Tony Marsh, Storbritannien             |

## Slutställning förare 1961
| Placering | Förare! Stall      | Konstruktör                 | Poäng         |    |
| --------- | ------------------ | --------------------------- | ------------- | -- |
| 1         | Phil Hill          | Ferrari                     |               | 34 |
| 2         | Wolfgang von Trips | Ferrari                     |               | 33 |
| 3         | Stirling Moss      | R R C Walker                | Lotus-Climax  | 21 |
| 4         | Dan Gurney         | Porsche                     |               | 21 |
| 5         | Richie Ginther     | Ferrari                     |               | 16 |
| 6         | Innes Ireland      | Lotus                       | Lotus-Climax  | 12 |
| 7         | Jim Clark          | Lotus                       | Lotus-Climax  | 11 |
| 8         | Bruce McLaren      | Cooper                      | Cooper-Climax | 11 |
| 9         | Giancarlo Baghetti | FISA/Scuderia Sant'Ambroeus | Ferrari       | 9  |
| 10        | Tony Brooks        | BRM                         | BRM-Climax    | 6  |
| 11        | Jack Brabham       | Cooper                      | Cooper-Climax | 4  |
| 12        | John Surtees       | Reg Parnell                 | Cooper-Climax | 4  |
| 13        | Jackie Lewis       | H&L Motors                  | Cooper-Climax | 3  |
| 14        | Olivier Gendebien  | Ferrari                     |               | 3  |
| 15        | Joakim Bonnier     | Porsche                     |               | 3  |
| 16        | Graham Hill        | BRM                         | BRM-Climax    | 3  |
| 17        | Roy Salvadori      | Reg Parnell                 | Cooper-Climax | 2  |

## Slutställning konstruktörer 1961
| Placering | Konstruktör          | Poäng |
| --------- | -------------------- | ----- |
| 1         | Ferrari              | 45    |
| 2         | Lotus-Climax         | 35    |
| 3         | Porsche              | 22    |
| 4         | Cooper-Climax        | 14    |
| 5         | BRM-Climax           | 7     |
| 6         | Cooper-Maserati      | 0     |
| =         | Lotus-Maserati       | 0     |
| =         | Gilby-Climax         | 0     |
| =         | Emeryson-Maserati    | 0     |
| =         | De Tomaso-Alfa Romeo | 0     |
| =         | Ferguson-Climax      | 0     |
| =         | De Tomaso-Osca       | 0     |
| =         | JBW-Climax           | 0     |